# پردنازولین
پردنازولین (انگلیسی: Prednazoline) ترکیبی از پردنیزولون فسفات با فنوکسازولین، یک کورتیکواستروئید مصنوعی و همچنین منقبض کننده عروق و سمپاتومیمتیک α-آدرنرژیک است.